# Franz Marszalek
Pour les articles homonymes, voir Marszalek.
Franz Marszalek (né le 2 août 1900 à Breslau, mort le 28 octobre 1975 à Cologne) est un chef d'orchestre et compositeur allemand.

## Biographie
Marszalek étudie à l'université de Breslau. Après ses premières années d'activité musicale en Silésie (comme chef d'orchestre pour le cinéma et le théâtre et maître de chapelle chez Schlesische Funkstunde), il travaille à Berlin en tant que chef d'orchestre et arrangeur (également pour les films sonores) à partir de 1933. Pendant la Seconde Guerre mondiale, il travaillé pour la Reichs-Rundfunk-Gesellschaft.
De 1949 à 1965, il a été le chef d'orchestre du WDR Funkhausorchester. Avec cet orchestre, il met en avant l'opérette, la musique classique légère et la musique de divertissement ; par exemple, il interprète intensivement le travail de son ami Eduard Künneke. Il soutient fortement Leo Fall et Walter Wilhelm Goetze. Il fait les premiers enregistrements complets de Der Zigeunerbaron et Der Karneval in Rom (Johann Strauss), Das Land des Lächelns et Paganini (Franz Lehár) ainsi que Liebe im Dreiklang (Walter Wilhelm Goetze), tous avec Peter Anders.
Ses enregistrements, qui se distinguent par leur vivacité naturelle et leur grande qualité, font encore aujourd'hui partie du répertoire radiophonique. Les artistes avec lesquels il collabore souvent sont Anny Schlemm, Franz Fehringer, Herta Talmar, Renate Holm, Ingeborg Hallstein, Sándor Kónya, Heinz Hoppe, Rita Bartos, Willy Hofmann, Benno Kusche, Willy Schneider et Herbert Ernst Groh. Pour la télévision, Marszalek est responsable des enregistrements musicaux de plusieurs productions d'opérettes à la fin des années 1950 et au début des années 1960 (y compris avec le jeune Fritz Wunderlich). Franz Marszalek n'est pas seulement actif dans la radio et la télévision, mais aussi dans l'industrie du disque. Le label Deutsche Grammophon publie des dizaines de séquences d'opérettes et de compositions dans les années 1950 et 1960.
De plus, dans les années 1950 et 1960, Franz Marszalek est chargé d'une émission radiophonique sur le WDR sous le titre Herr Sanders öffnet seinen Schallplattenschrank, dans laquelle il présente de la musique classique et des opéras dans des enregistrements historiques.
Michael Marszalek est son fils.

## Source de la traduction
- (de) Cet article est partiellement ou en totalité issu de l’article de Wikipédia en allemand intitulé « Franz Marszalek » (voir la liste des auteurs).